# Extremo
Extremo ist ein Ort und eine ehemalige Gemeinde (Freguesia) im nordportugiesischen Kreis Arcos de Valdevez. In der Gemeinde lebten 160 Einwohner (Stand 30. Juni 2011).
Am 29. September 2013 wurden die Gemeinden Extremo und Portela zur neuen Gemeinde União das Freguesias de Portela e Extremo zusammengefasst.